# Теренколь (Северо-Казахстанская область)
Теренколь (каз. Тереңкөл) — упразднённое село в Айыртауском районе Северо-Казахстанской области Казахстана. Входило в состав Антоновского сельского округа. Ликвидировано в 2014 году. Код КАТО — 593233800.

## Население
В 1999 году население села составляло 175 человек (91 мужчина и 84 женщины). По данным переписи 2009 года в селе проживало 58 человек (27 мужчин и 31 женщина).